# Deutscher Soldatenfriedhof Menen

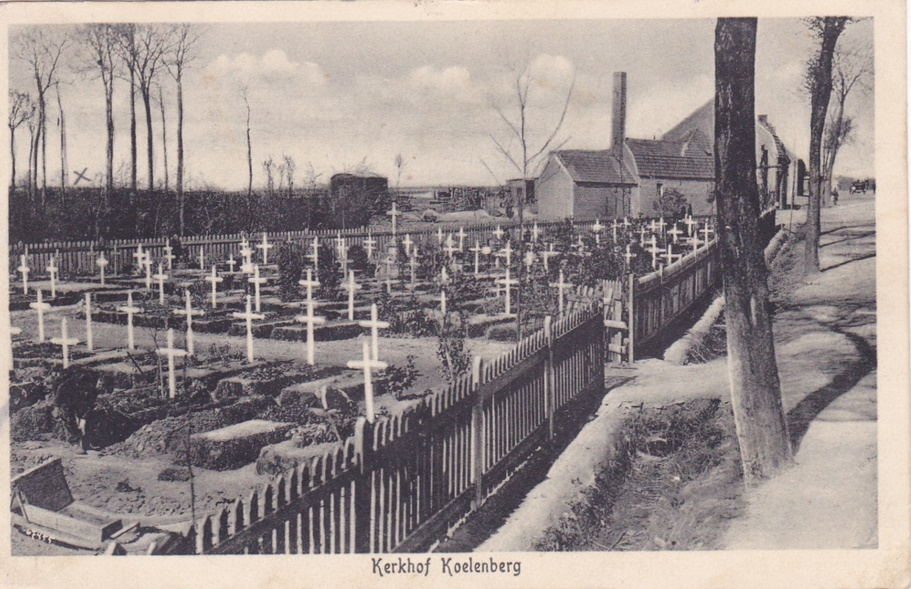
Deutscher Soldatenfriedhof Koelenberg, waarvan de doden in de jaren 1950 werden overgebracht naar Menen

Het Deutscher Soldatenfriedhof Menen is een Duitse militaire begraafplaats met gesneuvelden uit de Eerste Wereldoorlog, gelegen in de Belgische stad Menen. Ze ligt langs de Groenstraat op 2,6 km ten noordoosten van het stadscentrum en gedeeltelijk op het grondgebied van Wevelgem. Er rusten officieel 47.911 gesneuvelde Duitse soldaten , waarmee het de grootste Duitse begraafplaats van Vlaanderen is. De toegang bestaat uit een bakstenen gebouw waarin men de registers met de namen van de slachtoffers kan raadplegen. Het terrein is beplant met eiken en kastanjebomen waartussen platte grafstenen liggen waarop de namen van meerdere soldaten staan. Daartussen staan verspreid enkele kruisjes uit lavasteen. In het midden staat een achthoekige herdenkingskapel. De begraafplaats wordt beheerd en onderhouden door de Volksbund Deutsche Kriegsgräberfürsorge.

## Geschiedenis
Omdat de burgerlijke begraafplaatsen van Menen en Wevelgem te klein werden en niet afgeschermd waren van de burgerbevolking, werd een stuk uitgedund bos in beslag genomen  door de Duitse legerleiding. De begraafplaats werd vanaf juni 1917 geopend en tot juni 1918 gebruikt. Er werd een speciale spooraftakking gebouwd om de doden en materiaal aan te voeren. Op het einde van de oorlog lagen hier meer dan 2.600 Duitse en 30 Britse militairen begraven. Na de oorlog kwam de begraafplaats onder Belgisch beheer. De grond werd aanvankelijk gepacht van de Belgische eigenaars en in 1930 aangekocht door de Belgische staat.
In de jaren 1920 werden de 30 Britse gesneuvelden overgebracht naar Tyne Cot Cemetery (1) en Harlebeke New British Cemetery (29). Omstreeks 1930 werden de graven van de Duitse militaire begraafplaatsen in Wevelgem, Moorsele, Izegem, Kuurne en Rollegem-Kapelle naar Menen overgebracht, waardoor de begraafplaats bijna 6.500 graven telde. In 1930 werd ook het grote, houten kruis op de voorplaats van de begraafplaats, vervangen door een 3,5 meter hoog bakstenen kruis.
Rond 1947 werden de resterende houten kruisen (de meeste hiervan waren gestolen en opgestookt door de plaatselijke bevolking tijdens de strenge winter van 1944-1945) vervangen door betonnen kruisen.
In de periode 1955-1957 werden de bijna 200 Duitse militaire begraafplaatsen en ereperken van de Eerste Wereldoorlog die verspreid lagen over België (behalve een aantal specifieke gevallen en de begraafplaatsen in de provincie Luxemburg) herleid tot vier. Ongeveer 130.000 stoffelijke resten uit deze begraafplaatsen werden overgebracht naar de begraafplaatsen van Langemark, Vladslo, Hooglede en Menen. In Menen kwamen gesneuvelden uit 53 kleinere begraafplaatsen terecht. Onder leiding van de Duitse architect Robert Tischler werd de begraafplaats heraangelegd en het achthoekige mausoleum en een ontvangstgebouwtje werden opgetrokken. De grafstenen werden in 1991 vernieuwd.  
De begraafplaats werd in 2005 opgenomen in de Inventaris van het Wereldoorlogerfgoed.

## Beschrijving
De graven zijn verdeeld over 15 perken, aangeduid met de letters A tot P (waarbij de letter J ontbreekt). Ieder perk is 15 meter breed en tussen de perken zijn er graspaden. Over de perken verspreid staan kruisen in basaltlava in groepen van twee. Van de ingang naar het mausoleum is een verhard pad met natuurstenen tegels.

### Mausoleum
Op de kruising van perken B,C,F en G staat een achthoekige grafkapel in neobyzantijnse stijl. De kapel is sober aan de buitenkant met een latei met een voorstelling van een engel met een bazuin boven de bronzen toegangsdeur. Binnenin is er een centrale pilaar uit vulkanisch gesteente. Aan de voet van de pilaar staan vier gestileerde leeuwen en bovenaan is er een gebeeldhouwde kapiteel met vrouwen- en kinderfiguren. Vijf muren zijn versierd met mozaïeken ontworpen door Franz Grau. De twee muren met ramen in rondbogen bevatten een schrijn in brons en edelmetaal waarin negen boeken met de namen van de doden worden bewaard.
Rond de kapel liggen acht sarcofaagdeksels, waarop de namen en plaatsen van de 53 begraafplaatsen staan vanwaar de gesneuvelden waren overgebracht.

### Afbeeldingen

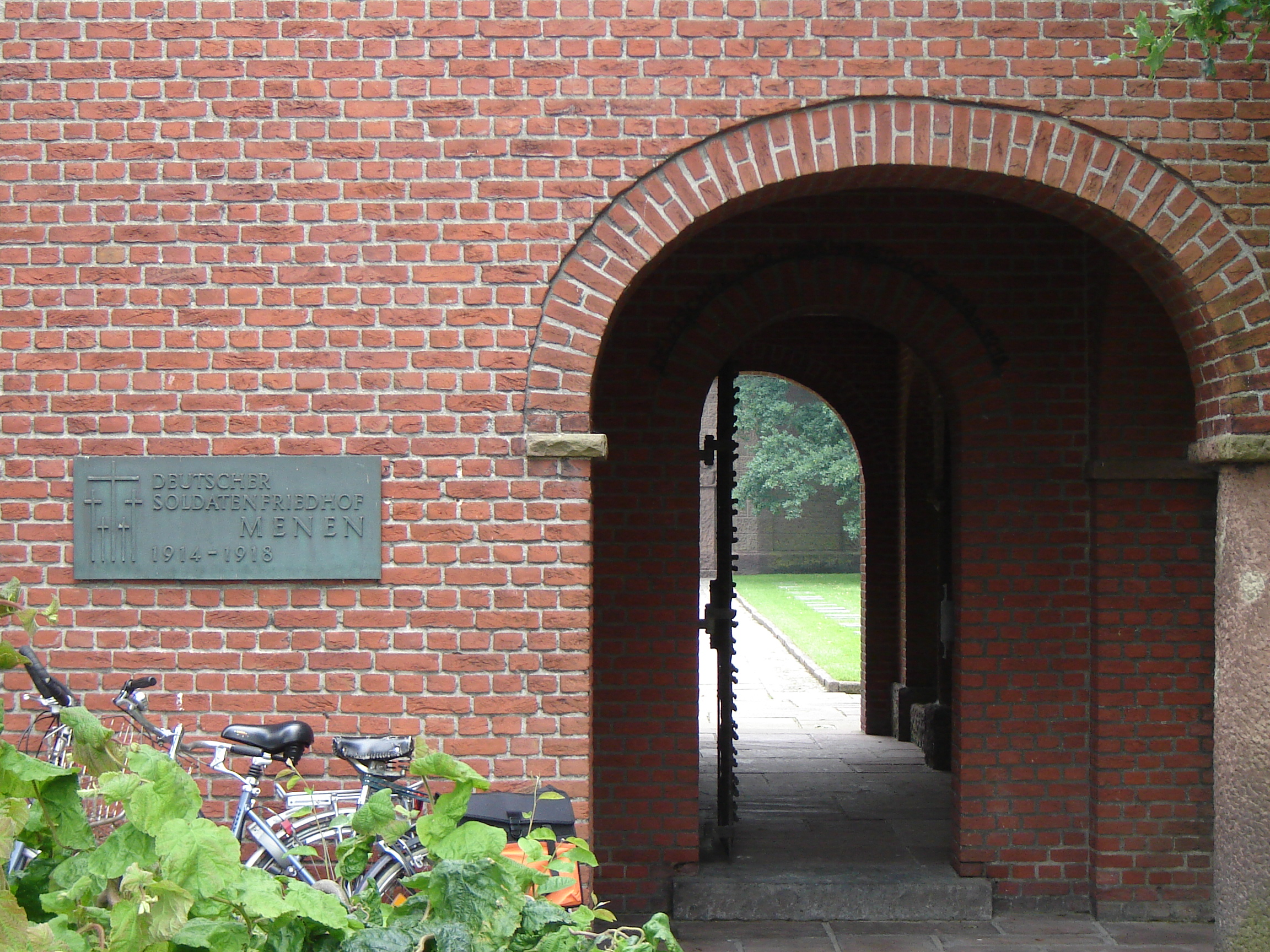
Toegang en ontvangstgebouw
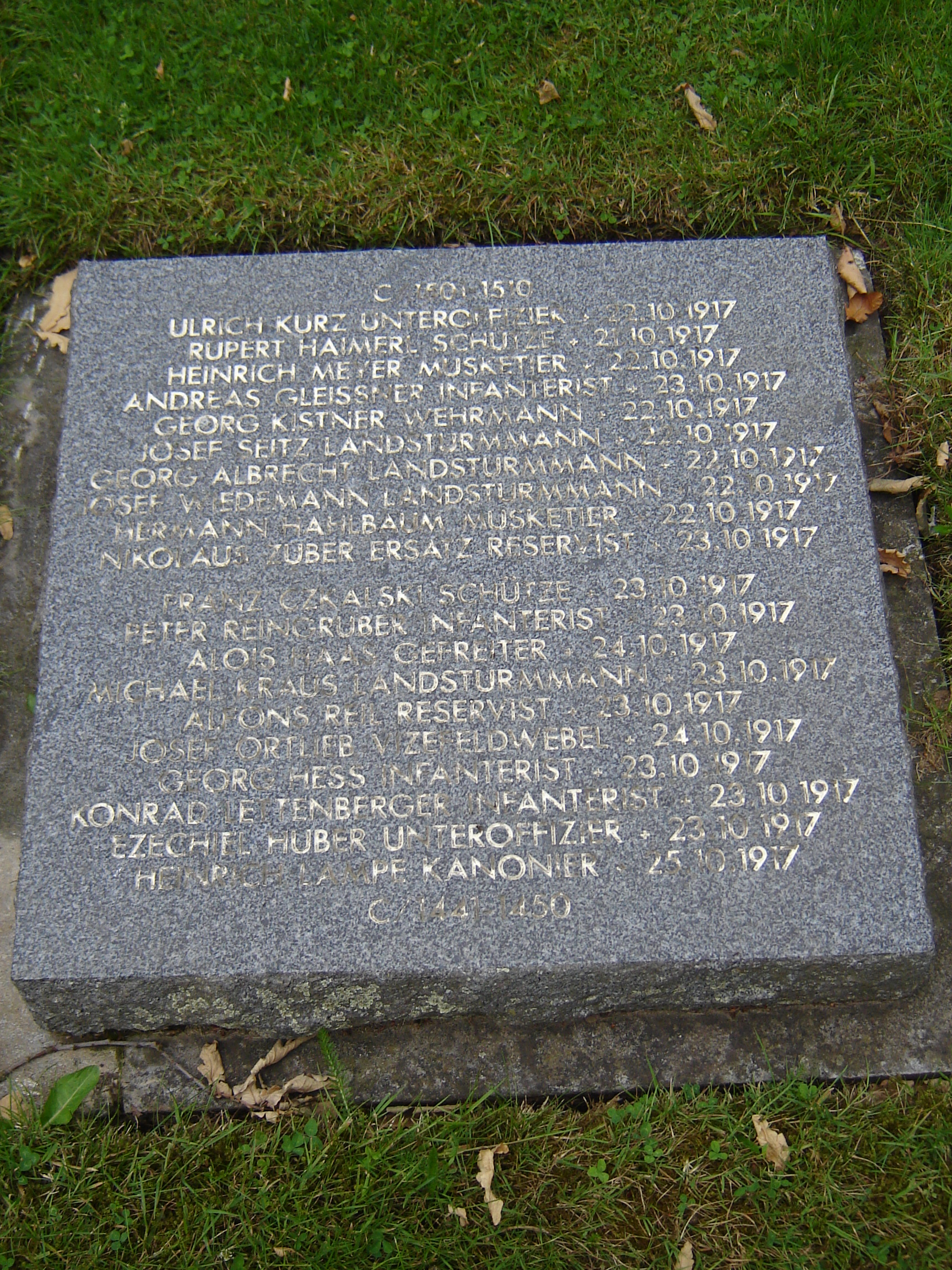
Zerkje met namen gesneuvelden
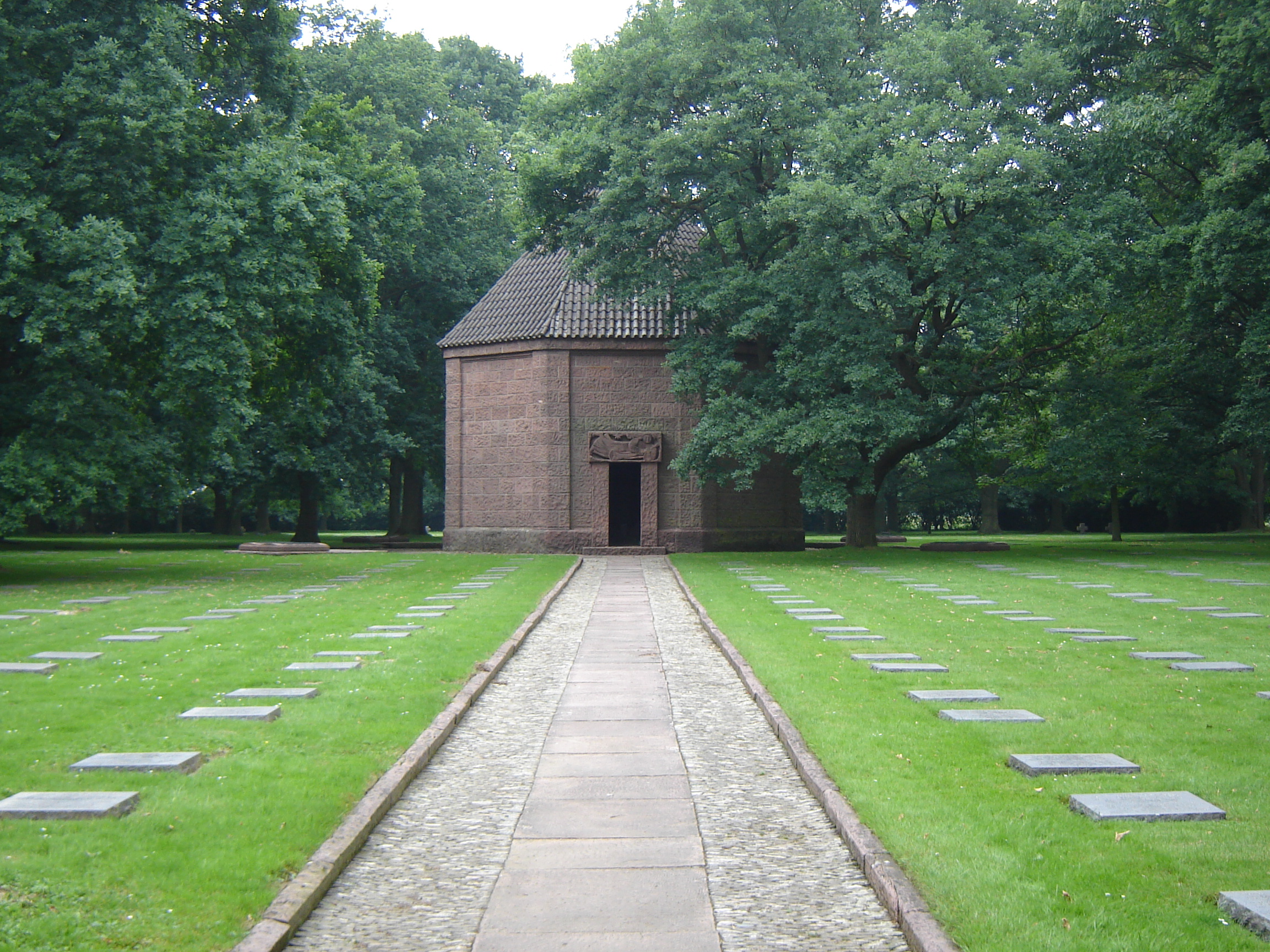
Mausoleum
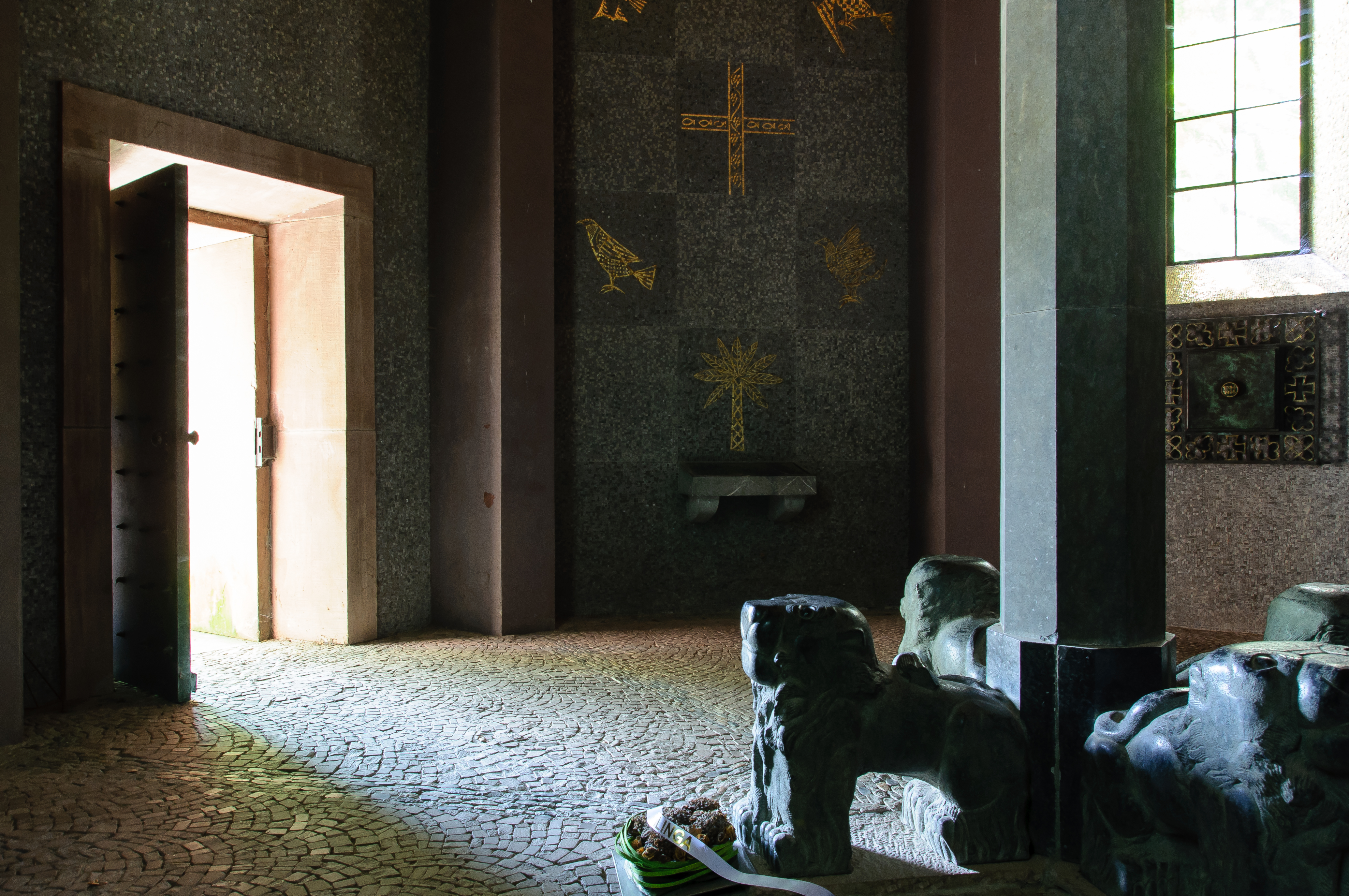
Interieur van het mausoleum
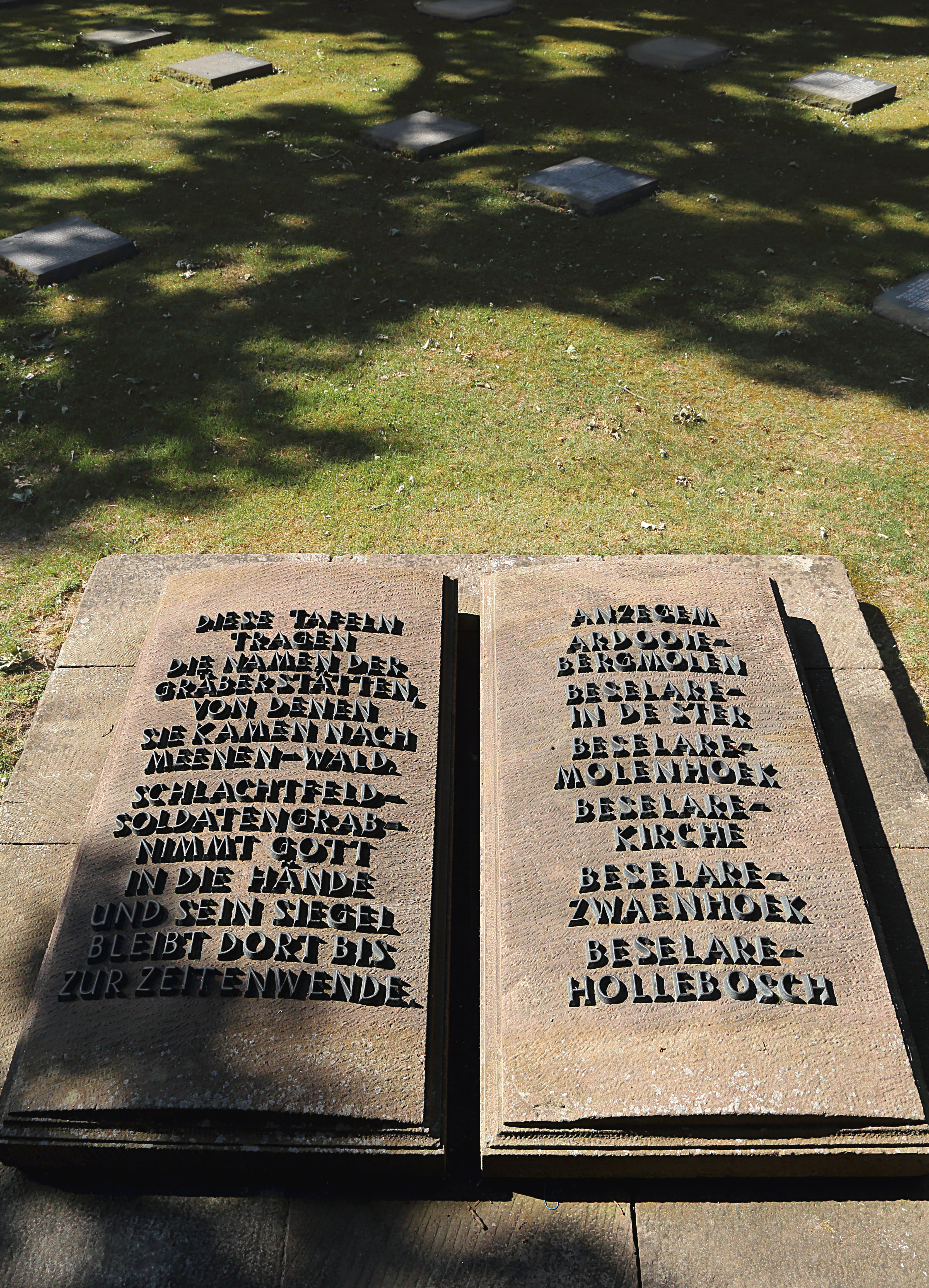
Sarcofaagdeksels bij het mausoleum